# Dior Eluchíl
Dior Eluchíl was de zoon van Beren Erchamion en Lúthien uit het werk van J.R.R. Tolkien.
Zijn grootouders waren Koning Thingol en Koningin Melian, daardoor stroomde het bloed van drie rassen in zijn lichaam: de Edain, de Eldar en de Maiar. Hij werd geboren in Ossiriand, Beleriand. Circa 470 van de Eerste Era trouwde hij met de Sindarijnse prinses Nimloth. Ze kregen drie kinderen: Elwing, Eluréd en Elurín.
In 505 vond Thingol de dood en na de plundering van Menegroth door de dwergen van Nogrod werd hij Koning van Doriath. Na de dood van zijn ouders erfde hij de Nauglamír, het halssnoer dat een van de Silmarillen bevatte. Niet veel later vielen de zonen van Fëanor Menegroth aan, zij beschouwden de Silmaril als hun rechtmatige eigendom. In deze slag vonden Dior en Nimloth de dood.